# Шарада (письмо)
Шарада (Śāradā) — індійське письмо, яке належить до типу абуґід. Походить від письма гупта, яке, в свою чергу, розвинулось з письма брахмі. Шарада виникло в 8 столітті н. е. Обслуговувало кашмірську мову та санскрит. Було поширене на півночі сучасного Пакистану та північному заході сучасної Індії. Зараз це письмо знаходиться на межі зникнення, оскільки ним користуються тільки кашмірські пандіти. Кашмірська мова, для якої найчастіше використовувалося це письмо, зараз використовує вдосконалений арабський алфавіт. Але й письмо шарада не ідеально передає звуки цієї мови, тому в сучасну версію письма було введено діакритичні знаки для передачі звуків кашмірської мови.

## Знаки письма

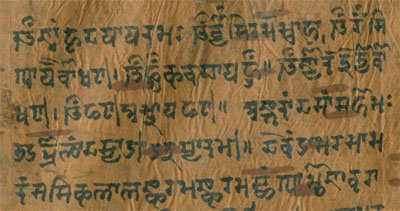
Кашмірський манускрипт (XVII—XVIII ст)

### Незалежні знаки для голосних
Шарада має незалежні знаки для позначення довгих і коротких голосних та дифтонгів. Оскільки це письмо є абуґідою, то незалежні знаки для позначення голосних використовуються тоді, коли треба позначити подовження голосного, коли треба позначити два різних голосних поряд, або коли голосний потрібно написати на початку слова.

### Приголосні
Кожен знак являє собою склад, складаючийся з приголосного та прикріпленого короткого голосного [а]. Щоб змінити в складі цей голосний на інший, або щоб позначити, наприклад, назалізацію, до цього знаку дописують залежний знак для потрібного голосного, або залежний знак для назалізації. Щоб отримати приголосний без голосного, потрібно до знаку, який являє собою склад «приголосний + голосний [а]», додати віраму (знак, відміняючий прикріплений короткий голосний [а]).

### Залежні знаки для голосних
Залежні знаки для голосних слугують для заміни прикріпленого короткого голосного [а] в знаках для приголосних на потрібний голосний.

### Інші знаки
Чандрабінду — залежний знак для позначення назалізації голосного звуку.
Анусвара — залежний знак для позначення носового призвуку в кінці голосного звуку, або для позначення назалізації голосного.
Вісарґа — залежний знак, позначаючий придих після голосного.
Вірама — залежний знак, слугуючий для відміни прикріпленого короткого голосного [а] в знаках для приголосних.
Аваґраха — залежний знак для позначення випадання голосного.
Джіхвамулія — залежний знак для позначення приголосного [x].
Упадхманія — залежний знак для позначення приголосного [ɸ].
Нукта — залежний знак для позначення нових приголосних.
Знак для додаткових голосних — залежний знак для позначення нових голосних.
Знак для надкоротких голосних — залежний знак для позначення вкорочення голосних.

### Цифри
Письмо шарада має свій набір знаків для позиційної десяткової системи числення. Ці знаки можна використовувати так само, як і звичайні індо-арабські цифри. За допомогою цифр шарада можна записати число будь-якої величини, оскільки ця система позиційна.